# Punt d'ebullició
El punt d'ebullició o la temperatura d'ebullició d'una substància és la temperatura a la que les fases líquida i gasosa es troben en equilibri, és a dir, quan la pressió de vapor del líquid s'iguala a la pressió externa. Hi ha una relació directa entre la temperatura d'ebullició i la pressió que suporti el líquid, com més gran sigui la pressió, més gran serà la temperatura d'ebullició.
La temperatura d'una substància o d'un cos és una mesura de l'energia cinètica de les seves molècules. A temperatures inferiors al punt d'ebullició, només una petita fracció de les molècules de la superfície, tenen suficient energia per a trencar la tensió superficial i escapar.
En arribar al punt d'ebullició, la majoria de les molècules són capaces de fugir des de qualsevol part del cos (no només des de la superfície). Tanmateix, per a la creació de bombolles en tot el volum del líquid, es necessiten imperfeccions o moviment, precisament a causa del fenomen de la tensió superficial. Un líquid pot escalfar-se per sobre del seu punt d'ebullició. En aquest cas parlem de sobreescalfament. En un líquid sobreescalfat, una petita pertorbació, provocarà una ebullició sobtada (i potser fins i tot explosiva) del líquid. Aquest fenomen es pot observar en escalfar aigua en un recipient llis (per exemple de Pyrex) en un microones. En afegir un sòlid (per exemple sucre) a aquesta aigua sobreescalfada, el contingut complet pot començar a bullir de manera explosiva, causant cremades a les persones properes.
El punt d'ebullició, depèn força de la pressió, a diferència del punt de fusió que ho fa molt menys. Aquesta diferència permet la intersecció de les corbes d'equilibri de fusió i ebullició en el diagrama Pressió - Temperatura, en l'anomenat punt triple, una pressió i temperatura on coexisteixen en equilibri les tres fases: sòlida, líquida i gasosa. El punt d'ebullició de l'aigua a 1 atmosfera és de 100°C

## Càlcul del punt d'ebullició
El punt d'ebullició normal pot ser calculat mitjançant l'equació de Clausius-Clapeyron:
{\displaystyle T_{B}={\Bigg (}{\frac {\,R\,\ln(P_{0})}{\Delta H_{vap}}}+{\frac {1}{T_{0}}}{\Bigg )}^{-1}}
| on:                   |                                    |                       |                                   |
| {\displaystyle T_{B}} | =Punt d'ebullició normal en Kelvin |                       |                                   |
| {\displaystyle R}     | = Constant                         | {\displaystyle T_{0}} | = La temperatura donada en Kelvin |
| {\displaystyle ln}    | = logaritme en base e              |                       |                                   |